# Lithostege coassata
Lithostege coassata là một loài bướm đêm trong họ Geometridae.